# Lungauer Kalkspitze
Lungauer Kalkspitze är en bergstopp i Österrike.   Den ligger i distriktet Liezen och förbundslandet Steiermark, i den centrala delen av landet, 230 km sydväst om huvudstaden Wien. Toppen på Lungauer Kalkspitze är 1 992 meter över havet.
Terrängen runt Lungauer Kalkspitze är bergig österut, men västerut är den kuperad. Närmaste större samhälle är Schladming, 12,8 km norr om Lungauer Kalkspitze. 
Trakten runt Lungauer Kalkspitze består i huvudsak av gräsmarker. Runt Lungauer Kalkspitze är det glesbefolkat, med 20 invånare per kvadratkilometer.